# Charterfly
Charterfly er i modsætning til rutefly bestilt til at flyve én bestemt flyvning. Typisk er det et rejseselskab, der bestiller et helt fly til en feriedestination, hvortil de har solgt et antal pakkerejser.
Der kan således godt bestilles et stort antal flyvninger over en hel sæson for et rejseselskab, deraf begrebet charterferie, og flyvningen får dermed karakter af fast ruteflyvning, men der kan typisk ikke købes billetter til afgangen, da flyet så at sige "ejes" af rejseselskabet.
Det er dog ikke unormalt at der opstår en kombination af rute- og charterfly, hvor et rejseselskab fx bestiller et bestemt antal pladser på et almindeligt rutefly, hvis det i forvejen flyver til den påkrævede destination.

## Charterselskaber som opererer i Danmark
| Præfix | Selskab           | Ejet af                                                      | Eksisteret siden |
| ------ | ----------------- | ------------------------------------------------------------ | ---------------- |
|        | Jet Time          | Iflg. hjemmeside en række danske forretningsfolk             | 2006             |
| DK     | SunClass Airlines | Strawberry Group (40%), Altor Funds (40%), TDR Capital (20%) | 1959             |